# Vanessa Descouraux
Vanessa Descouraux, née le 6 septembre 1978, est une journaliste française de radio, journaliste à France Inter depuis 2000.

## Biographie
Diplômée de l’IUT de Tours, Vanessa Descouraux a d'abord été reporteur et présentatrice en CDD sur différentes radios du réseau France Bleu.
De février 2000 à juillet 2012, Vanessa Descouraux est reporteur à la rédaction de France Inter au sein du service d'Informations générales,.
En 2004, Radio Canada diffuse ses reportages thématiques[source insuffisante].
En 2007, elle est au Malawi pour présenter la lutte contre le sida dans ce pays d'Afrique.
En 2008, ses reportages sont diffusés notamment par RFI lorsqu'elle couvre en Colombie les évènements concernant Íngrid Betancourt et les prises d'otages. Elle est présente aux Jeux olympiques de Pékin avec l'équipe des journalistes de Radio France (France Inter et France Info). Elle se rend aux Gonaïves, ville d'Haïti, après le passage des cyclones dans cette île des Caraïbes. Elle réalise de nombreux reportages pour France Inter et France Info.
En novembre 2008, elle est promue grand reporteur.
Elle réalise des reportages thématiques sur les étrangers en situation irrégulière : Retour à Bamako, la Jungle de Calais, un immeuble squatté par le collectif Jeudi noir place des Vosges à Paris ou bien encore les 40 ans du marché de Rungis. En août 2009, elle couvre les élections en Afghanistan.
En 2010, elle couvre le tremblement de terre à Haïti et y retourne un mois après pour un premier bilan, à nouveau en avril 2010 pour les 3 mois et pour réaliser un reportage pour le magazine Interception, diffusé le 16 mai. Nouveau reportage en Haïti en novembre pour le premier tour des élections, puis en décembre
En 2011, elle couvre en février les manifestations du Caire en Égypte et en mars l'insurrection en Libye et elle y retourne en avril.
En août 2012, Vanessa Descouraux est nommée reporteur au Caire pour toutes les chaînes du groupe Radio France. Elle y reste jusqu'à juin 2014, lorsque Radio France décide de fermer son bureau pour des raisons de sécurité.
En septembre 2014, de retour à Paris, elle prend en charge pendant un an les questions de Défense au sein de la rédaction de France Inter en remplacement de Simon Tivolle.
D'octobre 2015 à août 2015, elle fait partie de l'équipe de l'émission de reportage de la rédaction, Interception.

## Distinction
En 2003, Vanessa Descouraux a remporté le premier prix du Prix Varenne des journalistes de radio pour « Mondiaux Athlétisme : finale du 100 m messieurs, la course au temps ».
En octobre 2012, comme en 2013, en 2017 et en 2020 elle est parmi les finalistes du Prix Bayeux des correspondants de guerre catégorie radio, pour ses reportages effectué à  Bab El Aziziah le jour où Kadhafi est tombé.
Elle a à nouveau été primée en 2013 par la Fondation Varenne pour son reportage sur les violences sexuelles places Tahrir.